# 대전 마봉재 보루
대전 마봉재 보루(大田 馬峯재 堡壘)는 대전광역시 서구 갈마동에 있는 백제의 보루이다. 2012년 3월 16일 대전광역시의 문화재자료 제56호로 지정되었다.

## 개요
대전 마봉재 보루는 삼국시대의 소규모 석축 보루로, 백제의 산성 및 군사시설의 구체적인 양상을 이해할 수 있는 자료이다. 인근 월평산성과 연계하여 삼국시대 방어체계를 살필수 있는 자료로 대전의 산성 연구에도 가치가 높다. 또한 무문토기편도 확인되고 있어 선사시대 고지성 취락에 대한 연구에도 활용가치가 높다.

## 현지 안내문
마봉재 보루는 월평양궁장 북쪽에 있는 해발 191m의 봉우리에 위치하고 있으며, 북으로는 월평산성과 1.1km 떨어져 있고, 남쪽으로는 도솔산 보루와 2.2km 떨어져 있다. 규모는 지름 20m, 둘레 약 63m로, 가장자리에 낮은 성벽은 있지만 석축은 남아 있지 않다. 다만, 적심이 확인되어 원래는 석축으로 조성했던 것으로 추정된다. 주변에서 출토된 토기를 통해 삼국시대의 보루로 여겨진다. 인근에 있는 월평산성, 도솔산 보루와 더불어 삼국시대의 산성과 군사시설의 구체적인 양상과 당시의 방어체계를 살펴볼 수 있는 유적이다.

## 같이 보기
- 월평동산성 - 대전광역시 기념물 제7호
- 대전 도솔산 보루 - 대전광역시 문화재자료 제55호

## 참고 자료
- 대전 마봉재 보루 - 국가유산청 국가유산포털